# Browns Glacier
Browns Glacier är en glaciär i Antarktis. Den ligger i Östantarktis. Australien gör anspråk på området. Browns Glacier ligger 100 meter över havet.
Terrängen runt Browns Glacier är kuperad österut, men åt nordväst är den platt. Havet är nära Browns Glacier västerut. Trakten är obefolkad. Det finns inga samhällen i närheten. 